# چاهوک (خاش)
چاهوک یا چاهک روستایی در دهستان پشتکوه بخش مرکزی شهرستان خاش استان سیستان و بلوچستان ایران است.

## جمعیت
بر پایه سرشماری عمومی نفوس و مسکن در سال ۱۳۹۵ جمعیت این روستا ۳۱۲ نفر (۱۰۹خانوار) بوده‌است.